# Infraphylum
L'infraphylum (pl. infraphyla) è una categoria tassonomica, utilizzata in biologia per la classificazione scientifica delle forme di vita. Rappresenta un taxon gerarchicamente inferiore al phylum (e ad un possibile subphylum) e superiore alla classe (e ad eventuali superclassi).